# Ally McBeal
Ally McBeal ist eine US-amerikanische Fernsehserie von David E. Kelley. Die Anwaltsserie mit der Titelfigur als Hauptperson wurde von 1998 bis 2002 im deutschen Fernsehen von VOX ausgestrahlt.

## Handlung
Die Serie thematisiert das Leben der charismatischen, egozentrischen, ebenso verletzlichen wie schlagfertigen Ally McBeal, einer Anwältin in Boston.
In den ersten drei Staffeln der Serie dreht sich die Handlung stark um die gefühlslastige Dreiecksbeziehung Allys mit ihrer Jugendliebe Billy Thomas, der ebenfalls in der Kanzlei arbeitet, und dessen Frau Georgia. Mit Billys plötzlichem Tod durch einen Hirntumor in der dritten Staffel verlagert sich die Handlung auf Allys meist tragikomische Suche nach dem „richtigen“ Partner und ihr Leiden am Single-Dasein. Dieses scheint der Detroiter Anwalt Larry Paul in Staffel 4 glücklich beenden zu können; die Beziehung scheitert jedoch an emotionalen Altlasten Larrys.
Mit der letzten Staffel 5 findet Ally ihre Erfüllung schließlich nicht in einem Mann, sondern in ihrer zehnjährigen Tochter Maddie Harrington, die ohne Wissen Allys im Zuge einer Eizellenspende künstlich gezeugt wurde. Ally nimmt ihre Tochter bei sich auf und verlässt für sie in der finalen Episode der Serie ihre vertraute Umgebung, um nach New York City zu ziehen.
Weitere Hauptfiguren sind die Kanzlei-Seniorpartner Richard Fish und John „Gummibärchen“ (Original: „Biscuit“) Cage, die kaum unterschiedlicher gezeichnet sein könnten: Ersterer pragmatisch-oberflächlich, geld- und selbstverliebt, immer mit einem respektlos flachen Spruch auf den Lippen („Fishismus“), letzterer eine versponnene kleine Person, stotternd und ganz in seiner eigenen Welt, zugleich aber ein hervorragender Prozessanwalt.
Weiterhin gehören Allys frivol-lebenslustige Sekretärin Elaine Vassal, die frostige Topanwältin Nelle Porter und deren Freundin Ling Woo, oberflächlich ebenso arrogant wie angriffslustig, sowie Allys pragmatisch-liebevolle Mitbewohnerin, die Staatsanwältin Renee Radick, zur festen Besetzung der Serie.
Neben meist ebenso skurrilen wie emotionalen Rechtsfällen, die Ally und ihre Kollegen vor Gericht vertreten, nehmen die zwischenmenschlichen Beziehungen, die wechselnden Partnerschaften, Freundschaften und Feindschaften innerhalb der Kanzlei eine zentrale Rolle in der Handlung der Serie ein. Zentraler Treffpunkt der Figuren innerhalb der Kanzlei ist häufig die Unisex-Toilette; nach dem Tagesgeschehen trifft sich gewöhnlich das Gros der Figuren in der Martini-Bar unterhalb der Kanzlei, wo das Geschehen reflektiert wird und Sängerin Vonda Shepard auftritt. Deren eingängige, folklastige Songs, Coverversionen und Eigenkompositionen haben meist Symbolcharakter für Ally und ihr Seelenleben und untermalen auch im sonstigen Serienverlauf zahlreiche Szenen.
Die Schauspieler Robert Downey Jr., der die Rolle von Allys Freund Larry Paul spielte, sowie Lisa Nicole Carson, die vier Jahre lang als Allys Mitbewohnerin Renee Raddick zu sehen war, wurden am Ende der vierten Staffel aus ihren Verträgen entlassen. Das Ende der Serie wurde eingeleitet durch den Ausstieg mehrerer Protagonisten, die durch neue Figuren ersetzt wurden.
Die Figuren Ally McBeal und Billy Thomas traten als Berufskollegen auch in einer Folge der 2. Staffel der ebenfalls von David E. Kelley kreierten und produzierten Anwaltsserie Practice – Die Anwälte auf.

## Besetzung
Die Serie wurde bei der Interopa Film in Berlin vertont. Kathrin Kabbathas schrieb die Dialogbücher, Marion Voigt-Schöneck führte die Dialogregie.

### Hauptbesetzung
| Rolle                       | Schauspieler          | Hauptdarsteller      | Nebendarsteller                    | Synchronsprecher   |
| --------------------------- | --------------------- | -------------------- | ---------------------------------- | ------------------ |
| Allison Marie „Ally“ McBeal | Calista Flockhart     | 1.01–5.22            |                                    | Daniela Hoffmann   |
| Richard Fish                | Greg Germann          | 1.01–5.22            |                                    | Oliver Rohrbeck    |
| Elaine Vassal               | Jane Krakowski        | 1.01–5.22            |                                    | Ina Gerlach        |
| Billy Thomas                | Gil Bellows           | 1.01–3.18            | 4.24, 5.22                         | Nicolas Böll       |
| Georgia Thomas              | Courtney Thorne-Smith | 1.01–3.21            | 4.02, 5.22                         | Claudia Kleiber    |
| Renée Raddick               | Lisa Nicole Carson    | 1.01–3.11 3.18–4.23  | 5.22                               | Andrea Solter      |
| John Cage                   | Peter MacNicol        | 1.02, 1.06–4.23      | 5.01–5.11 (unregelmäßig) 5.16–5.22 | Tobias Meister     |
| Nelle Porter                | Portia de Rossi       | 2.01–5.22            |                                    | Arianne Borbach    |
| Vonda Shepard               | Vonda Shepard         | 2.01–5.22            | 1.01–1.23                          | Christin Marquitan |
| Ling Woo                    | Lucy Liu              | 2.02–4.23            | 5.01–5.06, 5.13                    | Nana Spier         |
| Larry Paul                  | Robert Downey Jr.     | 4.01–4.22            | 5.15, 5.17                         | Dietmar Wunder     |
| Mark Albert                 | James LeGros          | 4.01–4.23            | 3.17–3.21                          | Andreas Fröhlich   |
| Jackson Duper               | Taye Diggs            | 4.13–4.24            |                                    | Leon Boden         |
| Corretta Lipp               | Regina Hall           | 5.01–5.22            | 4.20–4.23                          | Sandra Schwittau   |
| Jenny Shaw                  | Julianne Nicholson    | 5.01–5.09, 5.13      |                                    | Melanie Pukaß      |
| Glenn Foy                   | James Marsden         | 5.01–5.13            |                                    | David Nathan       |
| Raymond Millbury            | Josh Hopkins          | 5.01–5.09, 5.12–5.22 |                                    | Torsten Michaelis  |
| Maddie Harrington           | Hayden Panettiere     | 5.11–5.16 5.19–5.22  |                                    | Yvonne Greitzke    |

### Gastauftritte
- Anastacia
- Kathy Baker
- Tom Berenger
- Sandra Bernhard
- Jacqueline Bisset
- Jon Bon Jovi
- Brooke Burns
- Bobby Cannavale
- Dyan Cannon
- Mariah Carey
- Chayanne
- Chubby Checker
- Jill Clayburgh
- Alicia Coppola
- Marcia Cross
- Steven Culp
- James Denton
- Taye Diggs
- Tate Donovan
- Tim Dutton
- Michael Easton
- Lisa Edelstein
- Dame Edna Everage
- Dakota Fanning
- Farrah Fawcett
- Lara Flynn Boyle
- Gloria Gaynor
- Jami Gertz
- Al Green
- Macy Gray
- Josh Groban
- Albert Hall
- Anne Heche
- John Michael Higgins
- Jennifer Holliday
- Barry Humphries
- Kate Jackson
- Famke Janssen
- Elton John
- Richard T. Jones
- Gladys Knight
- Phil Leeds
- Heather Locklear
- Barry Manilow
- Jesse L. Martin
- Dakin Matthews
- Dylan McDermott
- Mark Moses
- James Naughton
- Randy Newman
- Wayne Newton
- Haley Joel Osment
- Harrison Page
- Matthew Perry
- Bernadette Peters
- Gina Philips
- Robert Picardo
- Amy Pietz
- Christina Ricci
- John Ritter
- Rob Schneider
- Kyra Sedgwick
- Tony Shalhoub
- Cynthia Stevenson
- Sting
- Brenda Strong
- Jonathan Taylor Thomas
- Tina Turner
- Tracey Ullman
- Michael Vartan
- Loudon Wainwright
- Isaiah Washington
- Michael Weatherly
- William Windom
- Barry White
- Betty White
- Vanessa Williams
- Bruce Willis
- Alicia Witt

## Ausstrahlung in Deutschland
Nachdem die Serie zunächst auf VOX ausgestrahlt wurde, kam sie 2007 als Sommerspecial in das Programm des Senders Comedy Central und wurde anschließend dort weiter ausgestrahlt.

## Auszeichnungen und Nominierungen

### Auszeichnungen
Emmy Awards:
- Comedyserie (1999)
- Nebendarsteller in einer Comedyserie für Peter MacNicol (2001)

Golden Globe Awards:
- Beste Serie – Komödie oder Musical (1998–1999)
- Beste Serien-Hauptdarstellerin – Komödie oder Musical für Calista Flockhart (1998)
- Bester Nebendarsteller – Serie, Mini-Serie oder TV-Film für Robert Downey Jr. (2001)

Screen Actors Guild Awards:
- Bestes Schauspielensemble – Komödie (1999)
- Bester Darsteller in einer Fernsehserie – Komödie für Robert Downey Jr. (2001)

### Nominierungen
Emmy Awards:
- Comedyserie (1998)
- Hauptdarstellerin in einer Dramaserie für Calista Flockhart (1998–1999, 2001)
- Nebendarsteller in einer Comedyserie für Peter MacNicol (1999–2000)
- Nebendarsteller in einer Comedyserie für Robert Downey Jr. (2001)
- Nebendarstellerin in einer Comedyserie für Lucy Liu (1999)
- Gastdarstellerin in einer Comedyserie für Bernadette Peters (2001)

Golden Globe Awards:
- Beste Serie – Komödie oder Musical (2000–2002)
- Beste Serien-Hauptdarstellerin – Komödie oder Musical für Calista Flockhart
- Beste Nebendarstellerin – Serie, Mini-Serie oder TV-Film für Jane Krakowski (1999)

Screen Actors Guild Awards:
- Bestes Schauspielensemble – Komödie (1998, 2000–2001)
- Beste Darstellerin in einer Fernsehserie – Komödie für Calista Flockhart (1998–2001)
- Beste Darstellerin in einer Fernsehserie – Komödie für Lucy Liu (2000)
- Bester Darsteller in einer Fernsehserie – Komödie für Peter MacNicol (1999–2001)